# Åsa Jakobsson
Åsa Maria Jakobsson (* 2. Juni 1966) ist eine ehemalige schwedische Fußballspielerin. Sie spielte von 1991 bis 1996 für die Nationalmannschaft, mit der sie jeweils an einer Europa- und einer Weltmeisterschaft teilnahm.

## Karriere

### Vereine
Jakobsson, auf Gotland geboren, spielte wenige Kilometer östlich von ihrem Geburtsort für den in När ansässigen När IF vom neunten bis 17. Lebensjahr Fußball. Anschließend war sie für den – im rund 37 km nördlich gelegenen Dalhem beheimateten – Dalhem IF bis 1988 aktiv.
Nach Västerås in die Provinz Västmanlands gelangt, erlebte sie von 1988 bis 1998 die längste Zugehörigkeit zu einem Verein. Sie gehörte dem Gründungsmitglied der Damallsvenskan, der höchsten Spielklasse im schwedischen Frauenfußball, dem Gideonsbergs IF an. Mit ihrer Mannschaft gewann sie 1992 die Meisterschaft und 1993 den nationalen Vereinspokal, der im Finale mit dem 4:1-Sieg über den Älvsjö AIK errungen wurde. Mit dem Abstieg ihrer Mannschaft in die seinerzeitige Division 1 (seit 2013 Elitettan) begab sie sich zum Västerås SK.

### Nationalmannschaft
Jakobsson kam am 28. Februar 1991 im portugiesischen Tróia zu ihrem ersten Länderspiel für die Nationalmannschaft. Die in Freundschaft ausgetragene Begegnung mit der Nationalmannschaft Dänemarks wurde mit 2:3 verloren. Nachdem sie auch im zweiten Spiel an selber Stätte bei der 0:1-Niederlage gegen die Nationalmannschaft Norwegens zum Einsatz gekommen war, wurde sie erst wieder am 10. März 1992 – nach zwölf Länderspielen ohne sie – in Agia Napa auf Zypern eingesetzt. Als Alternative zur (seit 1982 nicht mehr ausgetragenen) Nordischen Meisterschaft kam sie im Turnier um den Open Nordic Cup einzig beim 3:1-Sieg über die Nationalmannschaft Dänemarks zu ihrem dritten Länderspiel.
Im weiteren Verlauf kam sie in 16 Freundschaftsspielen, in 16 EM-Qualifikations- und drei EM-Finalspielen sowie in jeweils drei WM- und Olympia-Gruppenspielen zum Einsatz. Des Weiteren nahm sie ein zweites Mal am letztmalig ausgetragenen Turnier um den Open Nordic Cup (3 Spiele) und in drei aufeinander folgenden Jahren (1994 bis 1996) am Turnier um den Algarve-Cup mit insgesamt neun Spielen teil. Ihr einziges Länderspieltor erzielte sie am 2. Juni 1996 im dritten Spiel der EM-Qualifikationsgruppe 4 beim 8:0-Sieg über die Nationalmannschaft Spaniens in Gandia mit dem Treffer zum 7:0 in der 82. Minute; bei der bis heute höchsten Niederlage für die Spanierinnen. Ihr letztes und 56. Länderspiel bestritt sie am 31. August 1996 mit dem letzten Spiel der EM-Qualifikationsgruppe 4 beim 2:0-Sieg über die Nationalmannschaft Dänemarks in Västerås.

## Erfolge
Nationalmannschaft
- Finalistin Europameisterschaft 1995
- Algarve-Cup-Siegerin: 1995

Verein
- Schwedische Meisterin: 1992 (nach den Playoffs)
- Schwedische Pokal-Siegerin: 1993